# Timorpython
Der Timorpython (Malayopython timoriensis) ist eine Schlangenart aus der Familie der Pythons.

## Merkmale

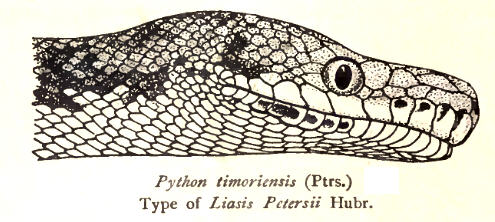
Kopfseite

Auf Grund der geringen Datenmenge liegen noch keine fundierten Angaben zur Durchschnitts- und Maximallänge der Art vor. Angeblich sollen vereinzelte Individuen schon eine Gesamtlänge von an die drei Meter erreicht haben. Der länglich-ovale Kopf ist deutlich vom Hals abgesetzt und hat deutliche Wärmesinnesgruben auf den Oberlippenschilden. Der Körper ist schlank und gelb- bis rotbraun mit dunklen Flecken, auf der Kopfoberseite verläuft eine feine Medianlinie. Die Flecken verschmelzen zu einer netzartigen Zeichnung, die zum Schwanz hin undeutlicher wird oder völlig verblasst. Die Bauchseite ist einheitlich gelblich.
Der Frontalschild und der Supraokularschild sind auffällig groß. Die ersten vier der insgesamt 12 Supralabialschilde tragen Wärmesinnesgruben, ebenso wie fünf der 17 Infralabialschilde und der Schnauzenschild. Der Rumpf weist 60 Reihen glatter Schuppen in der Rumpfmitte, 228 Ventralschilde und 22 Subkaudalschilde, von denen die letzten neun ungeteilt sind, sowie einen ungeteilten Analschild auf.

## Verbreitung und Lebensweise
Der Timorpython bewohnt auf den Kleinen Sundainseln die Inseln Flores, Lomblen, Solor, Pantar, Adonara und möglicherweise auch Lombok. Ein Vorkommen auf Timor erscheint entgegen seinem Namen sehr unwahrscheinlich, denn es gelang für den auf Timor über die letzten Jahrzehnte extensiv betriebenen Leder- und Lebendtierhandel keinen einzigen dieser lukrativen Pythons zu fangen. Es wird vermutet, dass das Individuum für die Erstbeschreibung folglich nur über Timor exportiert wurde und ursprünglich von einer anderen Insel stammte. Der Timorpython bewohnt offene Wälder und Grasland, wo er sich von kleinen Säugetieren und Vögeln ernährt. Die Art ist nachtaktiv.

## Systematik
Früher wurde der Timorpython unter dem wissenschaftlichen Namen Python timoriensis in die Gattung der Eigentlichen Pythons (Python) gestellt.
Die Monophylie der Gattung Python wurde seit langem kontrovers diskutiert. Unter anderem Walls wies darauf hin, dass zumindest der Netzpython in einer Reihe von morphologischen Merkmalen den Pythons der Gattung Morelia viel näher steht als den anderen Arten der Gattung Python. Eine neuere molekulargenetische Untersuchung hat die Paraphylie der Gattung Python bestätigt. Demnach ist der nächste Verwandte des Timorpython der Netzpython. Diese beiden Arten bilden das Schwestertaxon aller Pythons Australiens und Papua-Neuguineas, sind mit diesen also näher verwandt als mit den übrigen Arten der Gattung Python. Aufgrund dieser Ergebnisse wurden Netzpython und Timorpython zunächst in die bereits von Hoser vorgeschlagene Gattung Broghammerus überführt, die allerdings ungültig ist, da die Gattung in einer Zeitschrift beschrieben wurde, die kein Peer-Review-Verfahren durchführt. Anfang 2014 wurde deshalb der Gattungsname Malayopython für den Netzpython und den Timorpython eingeführt. Der Timorpython trägt seitdem den wissenschaftlichen Namen Malayopython timoriensis.
Beim Timorpython werden keine weiteren Unterarten unterschieden.